# Chanson d'amour (BZN)
Chanson d'amour is een nummer van de Volendamse band BZN. De single werd in 1981 uitgebracht in Nederland, Oostenrijk en Duitsland. 
Deze single werd in Nederland tot alarmschijf verkozen en stond 11 weken in de Nederlandse Top 40, waar het de derde plaats behaalde. 
Chanson d'amour heeft een overwegend romantisch karakter. De tekst van het lied is grotendeels in het Engels, maar het refrein en de titel zijn Franstalig.
Het nummer werd eind 2017 opnieuw uitgebracht in een nieuw jasje door het duo Jan Keizer en Anny Schilder. Het is als single verschenen en staat op hun album Greatest hits.